# Cementerio de Pokrov
El Cementerio de Pokrov (en letón: Pokrova kapi) es un espacio de 70.669 metros cuadrados (760.670 pies cuadrados) de ancho localizado en la ciudad de Riga en Letonia, que data del año 1773. El propietario actual del cementerio es el Refugio de la Iglesia de Nuestra  Santísima Señora que alquila la tierra.
Dos tumbas del Ejército Rojo se encuentran en el cementerio - una más pequeño que data del verano de 1941 y la más grande de los años 1944 a 1946, así como un monumento del ejército del Imperio ruso que es de 1917.
El cementerio alberga la Iglesia de la Ascensión de Cristo , la única Iglesia Ortodoxa de Letonia en Riga, donde los sermones se celebran en letón.